# جورج ألبرت فروست
جورج ألبرت فروست (بالإنجليزية: George Albert Frost)‏ هو رسام أمريكي، ولد في 23 ديسمبر 1843 في بوسطن في الولايات المتحدة، وتوفي في 13 نوفمبر 1907 في كامبريدج في الولايات المتحدة.